# Ícone pop
Um ícone pop é uma celebridade, personagem ou objeto cuja exposição na cultura popular é considerada uma característica definidora de uma determinada sociedade ou época. O uso do termo é amplamente subjetivo, pois não há critérios definitivamente objetivos. A categorização geralmente está associada a elementos como longevidade, ubiquidade e distinção. Além disso, o status de "ícone pop" é diferente de outros tipos de notoriedade fora da cultura pop, como figuras históricas. Algumas figuras históricas são reconhecidas por terem alcançado o status de "ícone pop" durante sua época, e esse status pode continuar até o presente. Ícones pop de épocas anteriores incluem Benjamin Franklin e Mozart.

## Atributos e origens

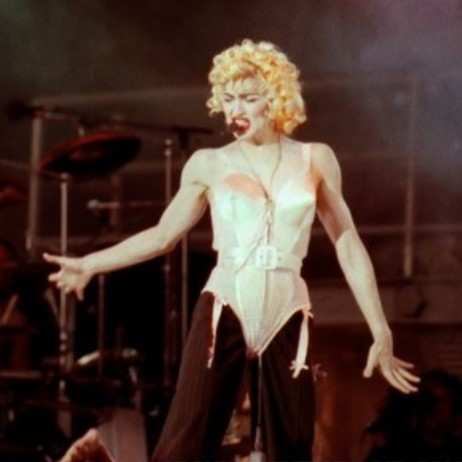
O semiólogo Marcel Danesi atribuiu a Madonna um papel catalisador para o uso da palavra "ícone" na cultura das celebridades

Os historiadores Asa Briggs e Peter Burke explicaram que o termo “iconografia” passaria para a alta cultura e, mais tarde, no século XX, para a cultura popular, onde “ícone” se refere a uma celebridade secular como Madonna. Ela provavelmente teve um papel catalisador, como Marcel Danesi, professor de semiótica e antropologia linguística na Universidade de Toronto, citou em Language, Society, and New Media: Sociolinguistics que a palavra "ícone" é um "termo de origem religiosa" e sem dúvida "usado pela primeira vez na cultura das celebridades para descrever a cantora pop americana Madonna". Danesi também afirma que a palavra "é agora usada em referência a qualquer celebridade amplamente conhecida, homem ou mulher". Algumas obras de referência internacional, como o Oxford Advanced Learner's Dictionary e o Diccionario panhispánico de dudas, incluíram o nome de Madonna para ilustrar o novo significado de "ícone". Depois que o The Advocate a chamou de "maior ícone gay", Guy Babineau, da Xtra Magazine, declarou em 2008: "Tenho idade suficiente para me lembrar de quando as pessoas não eram chamadas de ícones".

### Longevidade
Normalmente, o status de ícone pop de uma celebridade depende da longevidade da notoriedade. Isso contrasta com ícones de culto, cuja notoriedade ou reconhecimento pode estar limitado a uma subcultura específica. Alguns ícones pop deixaram uma marca duradoura e indelével na área de sua carreira e, em seguida, conquistaram um lugar duradouro de reconhecimento na sociedade em geral.

### Ubiquidade

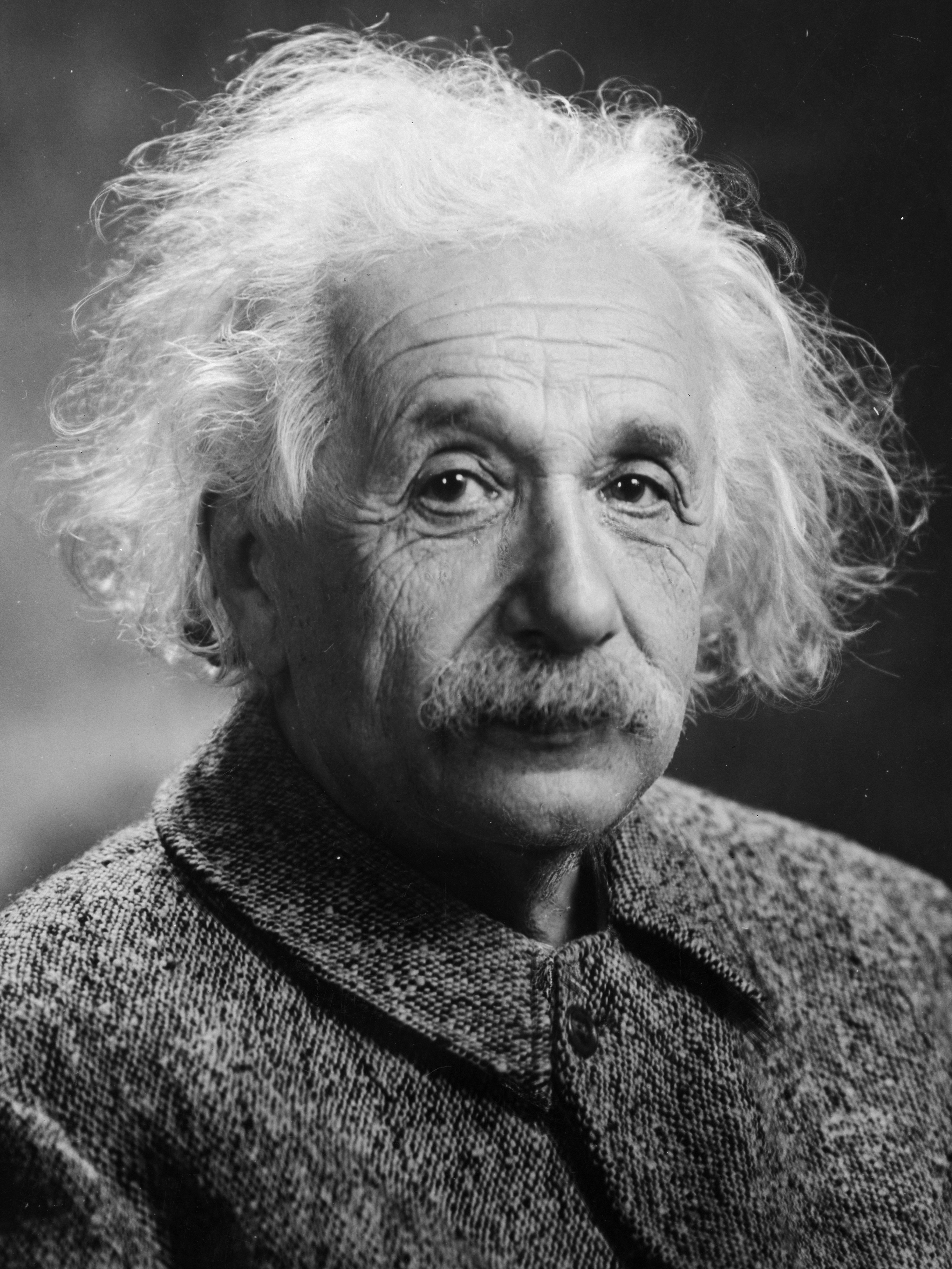
Famoso retrato de Albert Einstein

Um elemento comum do status de ícone pop é a onipresença de imagens e alusões à figura icônica. É comum que a figura seja reconhecida e até celebrada em áreas fora da fonte original de sua fama. Um exemplo disso é Albert Einstein, um físico cuja imagem e legado foram representados em histórias em quadrinhos, camisetas, cartões comemorativos e muitos outros contextos.

## Distinção
Muitas vezes, o status de ícone pop implica uma associação distinta com um ideal ou arquétipo social. Não é incomum que figuras icônicas tenham um apelido usado para enfatizar essa associação. Às vezes, o próprio nome desses indivíduos é usado como sinônimo de palavras ou ideias comuns.
Alguns personagens fictícios, como Mickey Mouse, Pernalonga, Os Simpsons, Harry Potter, Goku, Sailor Moon, Alice, e Willy Wonka são considerados ícones pop. Até mesmo objetos inanimados foram reconhecidos como ícones pop.
Algumas figuras atingem o status de “ícone pop” transitório ou específico ao contexto para eventos particulares que cativam a atenção pública, como no caso do julgamento de O. J. Simpson.